# Andrea da Firenze
Andrea da Firenze (Andreas da Florentia), italijanski skladatelj in organist, † 1415.
Andrea je deloval v obdobju poznega srednjega veka. Skupaj s Francescom Landinijem in Paolom iz Firenc je bil vodilni predstavnik italijanske ars nove v slogu trecenta. Bil je pomemben skladatelj posvetnih skladb, posebno ballate.

## Življenje
Ker je bil član cerkvenega servitnega reda, katerega dokumenti so se do današnjega dne v večji meri ohranili nepoškodovani, je o njegovem živeljenju znanega več, kot o večini skladateljev 14. stoletja. Redovnik je postal leta 1375, čeprav ob tem ni podatka o njegovi starosti. Ena njegovih prvih nalog v okviru reda je bila izpeljati projekt izgradnje orgel v Servitni hiši v Firencah, pri čemer je kot svetovalca najel Francesca Landinija. Med ohranjenimi zapisi so tudi računi za vino, ki sta ga oba glasbenika popila v tridnevnem času uglaševanja orgel. Očitno sta bila uspešna, saj je leta 1387 Andrea dobil podobno naročilo za izgradnjo orgel v florentinski katedrali. Zabeleženo je še naročilo iz leta 1382 za izgradnjo orgel v kraju Rieti (med Firencami in Rimom), naslovljeno na »Maestro Andrea« in po vsej verjetnosti pripada njemu. Landini in Andrea sta bila očitno tesna prijatelja, kar lahko sklepamo po pričujočih dokumentih in podobnosti v njuni glasbi.
Andrea je bil v redu aktiven tudi kot administrator. Leta 1380 je postal prior Servitnega samostana v Firencah, SS Annunziata; leta 1393 pa je prevzel dodatno vlogo priorja samostana v Pistoji. Od leta 1407 do 1410 je vodil celotni servitni red v Toskani.

## Glasba
Vsa ohranjena glasba tega skladatelja, kateri je z zanesljivostjo potrjeno avtorstvo, je komponirana v slogu ballate. Znanih je trideset, od tega 18 dvoglasnih in 12 troglasnih. Ena balada je napisana v francoskem jeziku. Glavni vir, v katerem so bila njegova dela najdena, je Squarcialupi Codex, ki v poglavju z Andrejevo glasbo vsebuje tudi barvno ilustracijo orglavca, verjetno Andreja samega.
Dvoglasne ballate so navadno komponirane za dva pevska glasova, dve izmed njih vsebujeta instrumentalni tenor. Vse troglasne ballate ne vsebujejo besedila za vse tri glasove, tretji glas bi bil tako lahko izvajan instrumentalno. 
V primerjavi z Landinijevo glasbo, ki je elegantna, rafinirana in jo zaznamuje lahko pomnljiva melodična linija; je Andrejeva glasva dramatična, nemirna in mestoma zaradi poudarka na besedilu vsebuje ostre disonance. Ena izmed skladb vsebuje melodični skok zvečane oktave in z njo poudarja besedo maladetto (preklet), kar povzroča njeno izstopanje od ostale glasbene tematike.
Ni znano, da bi bil Andrea sorodstveno povezan s soimenim sodobnikom, florentinskim slikarjem Andreo da Firenze, ki je deloval med desetletjih 1340 do 1370.